# 핀란드 농구 국가대표팀
핀란드 농구 국가대표팀(핀란드어: Suomen koripallomaajoukkue, 스웨덴어: Finlands herrlandslag i basket)은 핀란드를 대표하여 국가대항전에 참가하는 농구 국가대표팀으로 핀란드 농구 협회에 의해 운영된다.

## 기록

### 선수 기록
최다 출전 선수
- 투카 코티: 226
- 숀 허프: 224
- 요우코 헤이키넨: 190
- 리스토 리그넬: 169
- 한노 뫼퇼래: 165
- 요르마 필케바라: 163
- 카리 리모: 156
- 킴모 무리넨: 156
- 헤이키 카스코: 154
- 페테리 코포넨: 154

최다 득점 선수
- 카리 리모: 2446
- 칼레비 사르칼라흐티: 2352
- 사카리 페흐코넨: 2002
- 페테리 코포넨: 1914
- 한노 뫼퇼래: 1901
- 리스토 리그넬: 1897
- 요우코 헤이키넨: 1739
- 티모 람펜: 1716
- 헤이키 카스코: 1708
- 요르마 필케바라: 1666

## 같이 보기
- FIBA 유로바스켓